# World Fast Draw Association
A World Fast Draw Association (WFDA) fundada em 1976, é o maior órgão sancionador internacional no esporte de saque rápido, com membros ativos nos Estados Unidos, Canadá, Japão, Coreia, Reino Unido e Alemanha. Além de manter registros e distribuir prêmios, a Associação publica uma revista mensal detalhando o esporte. A organização é associada à "National Rifle Association".